# Matunga (Schiff)
Die Matunga (ex-Zweena) war ein australisches Kombischiff, das im Ersten Weltkrieg von der australischen Regierung als Versorger und Truppentransporter eingesetzt wurde. Das Schiff wurde am 6. August 1917 durch den Hilfskreuzer Wolf vor Deutsch-Neuguinea aufgebracht und am 26. August versenkt. Benannt war die Matunga offenbar nach dem gleichnamigen Stadtteil von Bombay.

## Geschichte
Die Zweena wurde im Mai 1900 von der Werft Napier & Miller im Glasgower Stadtteil Yoker an die Auftraggeber, die Liverpooler Reederei Mersey Steam Shipping, abgeliefert und am 31. Mai in das Register des Heimathafens Liverpool eingetragen. Die Bereederung erfolgte durch das Liverpooler Baumwollhandelshaus Leech, Harrison & Forwood. Eingesetzt wurde der kombinierte Passagier- und Frachtdampfer offenbar im Raum Marokko – Madeira. Im Jahr 1909 übernahm die Reederei Burns, Philp & Company aus Sydney das Schiff und benannte es in Matunga um. Ab 1910 lief die Matunga im Verkehr zwischen Australien und den Salomonen. Seit 1912 besaß sie, ungewöhnlich für diese Epoche und ihre geringe Größe, eine Funktelegrafenanlage.
Nach dem Ausbruch des Ersten Weltkriegs 1914 wurde die Matunga als ziviler Versorger der Garnison von Rabaul in der deutschen Kolonie Neuguinea eingesetzt, die im September 1914 von australischen Truppen besetzt worden war. Die Fahrten von Australien nach Rabaul und zurück nach Australien dauerten in der Regel sechs Wochen, auf denen sie Vorräte und Ablösungen der australischen Armee transportierte. Auf dem Rückweg transportierte sie vor allem Kopra der Plantagen Neuguineas.
Am 27. Juli 1917 verließ die Matunga unter Kapitän Alec Donaldson und dem Ersten Offizier William McBride Sydney, ohne von australischen Regierungsstellen oder der Reederei über die mögliche Anwesenheit eines deutschen Hilfskreuzers in den dortigen Gewässern gewarnt worden zu sein. Die am 6. Juli 1917 vor Gabo Island von einer Seemine der Wolf getroffene und kurz darauf gestrandete Cumberland war nach offizieller Darstellung durch eine interne Explosion, möglicherweise hervorgerufen durch Saboteure, gesunken. Die britisch-australische Presse machte dafür u. a. Mitglieder der anarchistischen Gewerkschaft Industrial Workers of the World (IWW) verantwortlich.
Die Wolf erfuhr von der Reise und Ladung der Matunga durch aufgefangenen Funkverkehr. Danach würde sie von Brisbane, Queensland, kommend am 8. August 1917 in Rabaul eintreffen. Daraufhin beschloss der Kommandant der Wolf, Fregattenkapitän Karl August Nerger, die Matunga am Eingang der Sankt-Georgs-Straße abzufangen, da der Hilfskreuzer dringend Kohlen benötigte. Tatsächlich erschien die Matunga wie von Nerger vorausberechnet am Morgen des 6. August vor der Passage und wurde durch einen Schuss vor den Bug gestoppt.

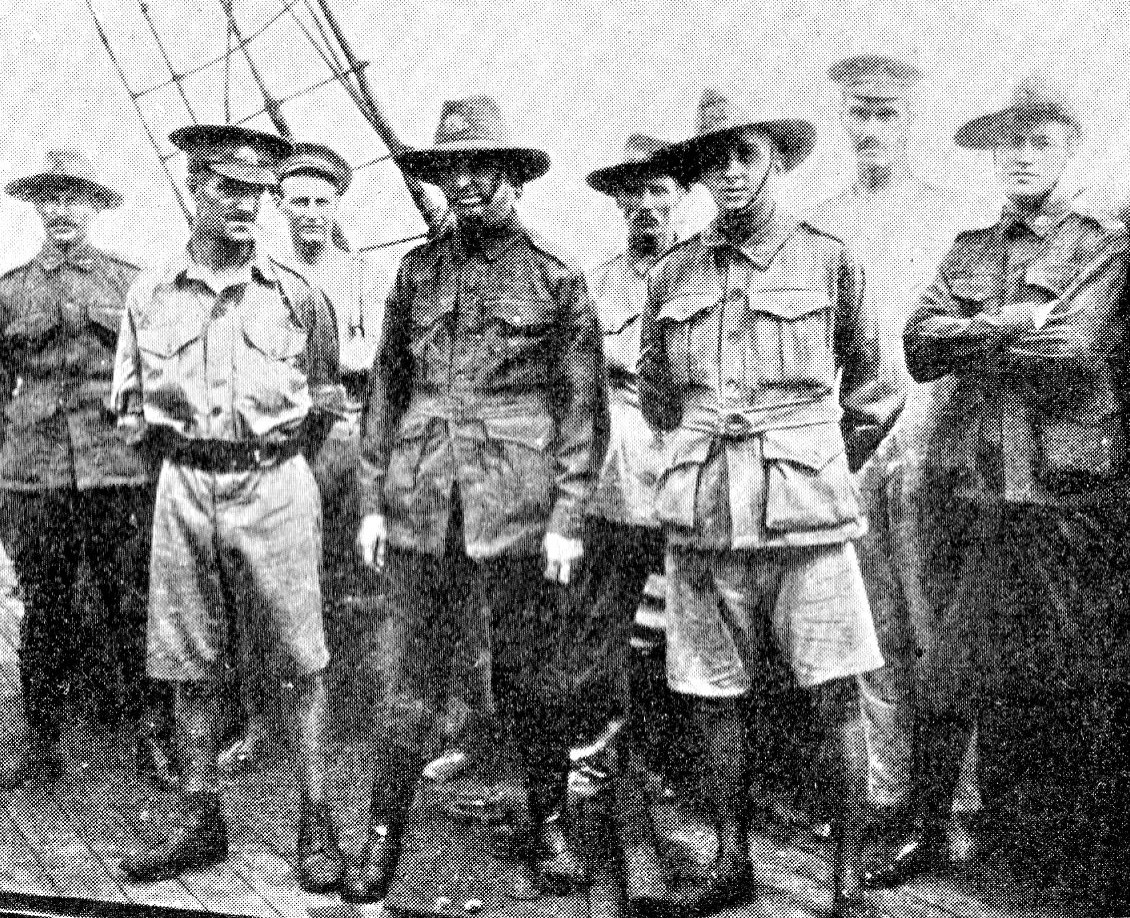
Australische Soldaten der Garnison Rabaul an Bord Hilfskreuzer Wolf 1917. Sie waren am 6. August 1917 auf dem australischen Passagierdampfer Matunga vor Neuguinea gefangen genommen worden.

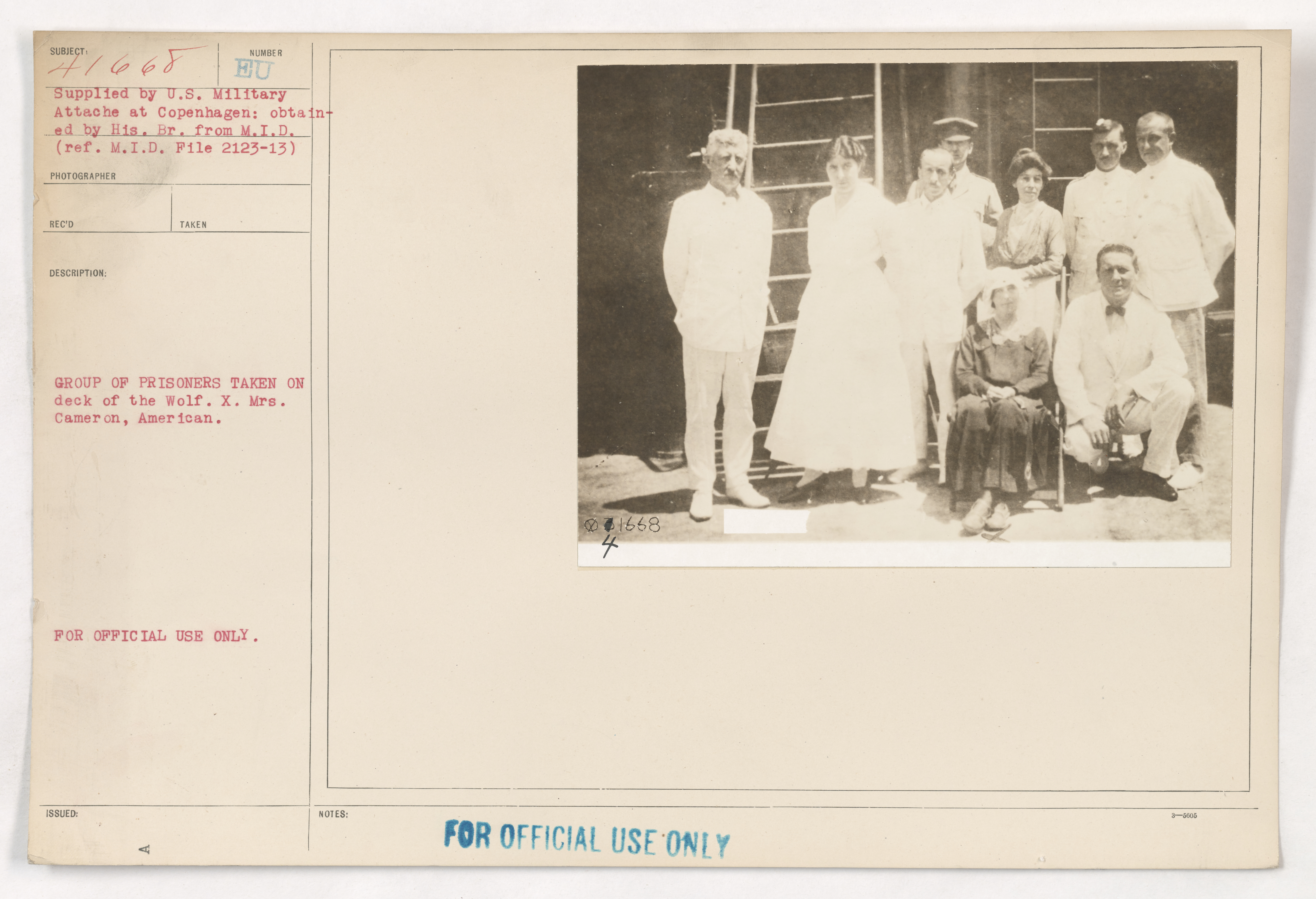
Gruppe von Gefangenen an Deck der Wolf

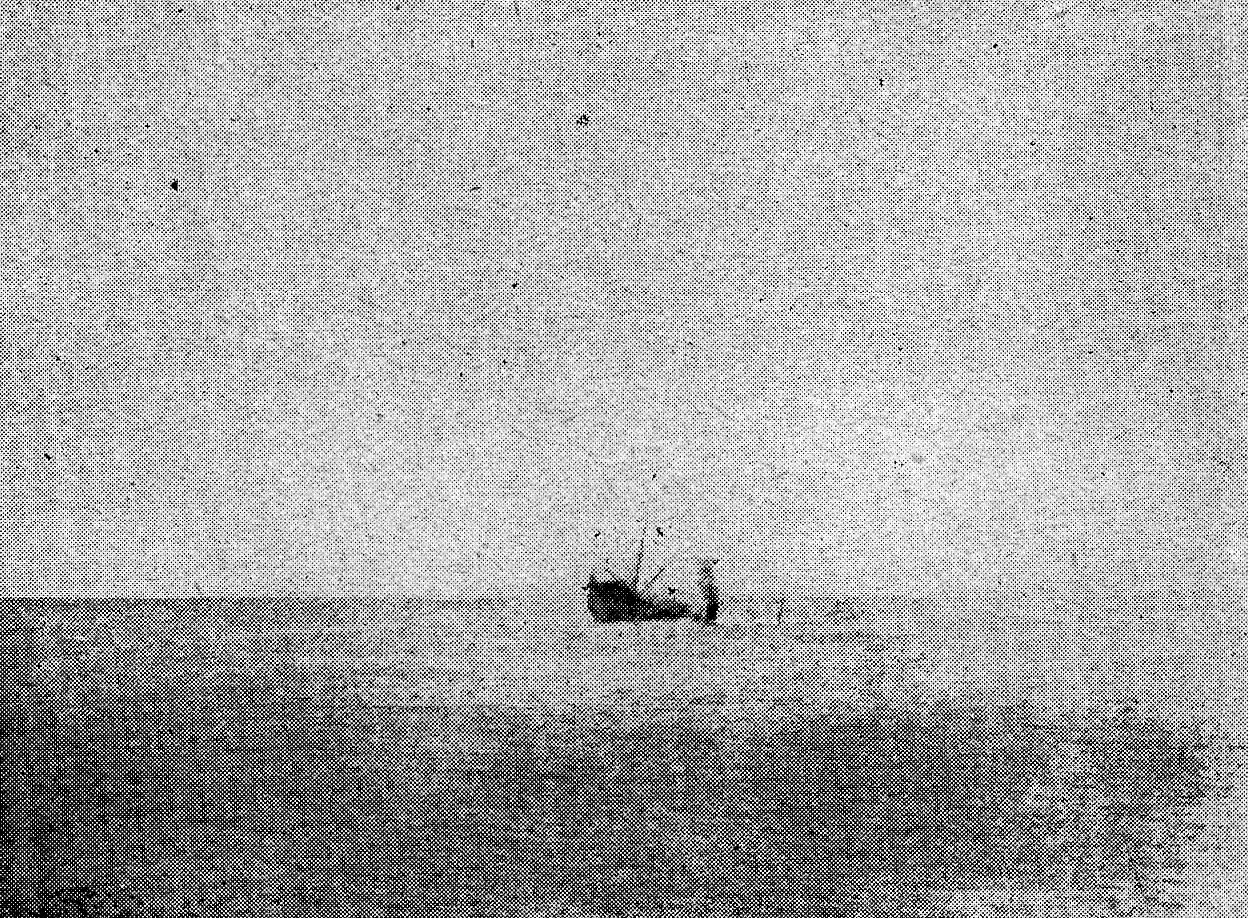
Der australische Dampfer MATUNGA sinkt am 26. August 1917 vor der Insel Waigeo nördlich Neuguineas

Das Schiff wurde von einem Prisenkommando unter Leutnant zur See der Reserve Karl Rose besetzt. Es fand an Bord rund 800 Tonnen Kohle vor, bestimmt für die Jacht Una, der ehemaligen deutschen Stationsjacht Komet, die inzwischen von den australischen Besatzungstruppen genutzt wurde. Außer der wertvollen Kohlenladung befand sich an Bord der Matunga der gesamte monatliche Alkoholvorrat, darunter hunderte von Bierkisten sowie Wein und Whisky, für die Garnison Rabaul. Hinzu kamen 3,5 Tonnen Gefrierfleisch sowie Zigaretten und Tabak, Kekse und Schokolade, Gemüse und Obst, Bücher und Zeitungen. Unter den Passagieren befanden sich u. a. der neue Gouverneur für die besetzte Kolonie, Oberst Cecil Lucius Strangman sowie zwei Majore, ein Hauptmann, ein Stabsarzt und 10 Soldaten des australischen Besatzungskorps in Neuguinea, so genannte Khakiboys. Strangmans Vorgänger war an Malaria erkrankt und befand sich bereits in Australien.
Als die Matunga trotz bester Wetterverhältnisse nicht in Rabaul eintraf, begann die funktelegrafische Suche durch feste Stationen und Einheiten der Royal Navy, der australischen und der japanischen Marine. Insbesondere forderte die Behörde in Rabaul exakte Wetterangaben über die vergangene Woche an. Letztlich blieb der Verbleib der Matunga bis Februar 1918 rätselhaft, zumal keinerlei Wrackteile, Rettungsboote oder Ladungsreste gefunden worden waren. Die australischen Behörden und die Presse schlossen daher ein Seebeben als Untergangsursache nicht aus.
Da die umfangreiche Ladung der Matunga von der Wolf nicht auf hoher See übernommen werden konnte, steuerten beide Schiffe Offakhafen auf der zu Niederländisch-Ostindien gehörenden Insel Waigiu nordwestlich von Neuguinea an. Auf dem Weg schleppte die Matunga eine Schießscheibe für Artillerieübungen der Wolf. Am 14. August trafen die Schiffe in Offakhafen ein. Bis zum 25. August wurde die Matunga entladen und drei an Bord befindliche Pferde geschlachtet. Außerdem wurde der Aufenthalt von der Wolf-Besatzung für Landgänge und den Tauschhandel mit den Inselbewohnern genutzt.
Am 26. August 1917 wurde die Matunga zehn Seemeilen nördlich von Waigeo durch Sprengladungen versenkt. Dass der Dampfer nicht durch einen Seeunfall verloren ging, sondern als Prise aufgebracht worden war, erfuhren die australischen Behörden und die Familienangehörigen der Gefangenen erst nach der Rückkehr der Wolf nach Kiel im Februar 1918. Kapitän Donaldson, der seine Kriegsgefangenschaft zuletzt im Offizierslager Clausthal im Harz verbrachte, veröffentlichte 1941 seine Reiseerinnerungen unter dem Titel The Amazing Cruise of the German Raider „Wolf“ (Sydney, New Century Press). Donaldson wurde Mitte Dezember 1918 aus der Kriegsgefangenschaft entlassen und reiste über Warnemünde und Kopenhagen nach London, von wo aus er an Bord des Truppentransporters Barambah (ex Hobart der Deutsch-Australischen Dampfschiffs-Gesellschaft, einem Schwesterschiff der Canstatt) nach Australien zurückkehrte.